# Classic Fantastic
Classic Fantastic è il sesto album in studio del gruppo musicale statunitense Fun Lovin' Criminals, pubblicato il 1º marzo 2010.

## Tracce
1. Mars – 3:00
2. Classic Fantastic – 4:30
3. The Originals – 2:38
4. She Sings At The Sun – 3:35
5. Keep On Yellin' (featuring Roots Manuva) – 3:12
6. Jimi Choo – 2:14
7. El Malo – 4:10
8. Conversations With Our Attorney (featuring Paul Kaye) – 1:24
9. We, The Three – 2:56
10. How Low? – 2:37
11. Mister Sun – 4:02
12. Rewind – 4:00
13. Get Your Coat – 3:53

### iTunes Bonus Track
1. Soul of a Man – 3:33